# Eutomopepla vorda
Eutomopepla vorda är en fjärilsart som beskrevs av William Schaus 1901. Eutomopepla vorda ingår i släktet Eutomopepla och familjen mätare. Inga underarter finns listade i Catalogue of Life.